# Plainville (Indiana)
Plainville è un comune degli Stati Uniti d'America, situato nello Stato dell'Indiana, nella contea di Daviess.